# أزهار شاه عباسي

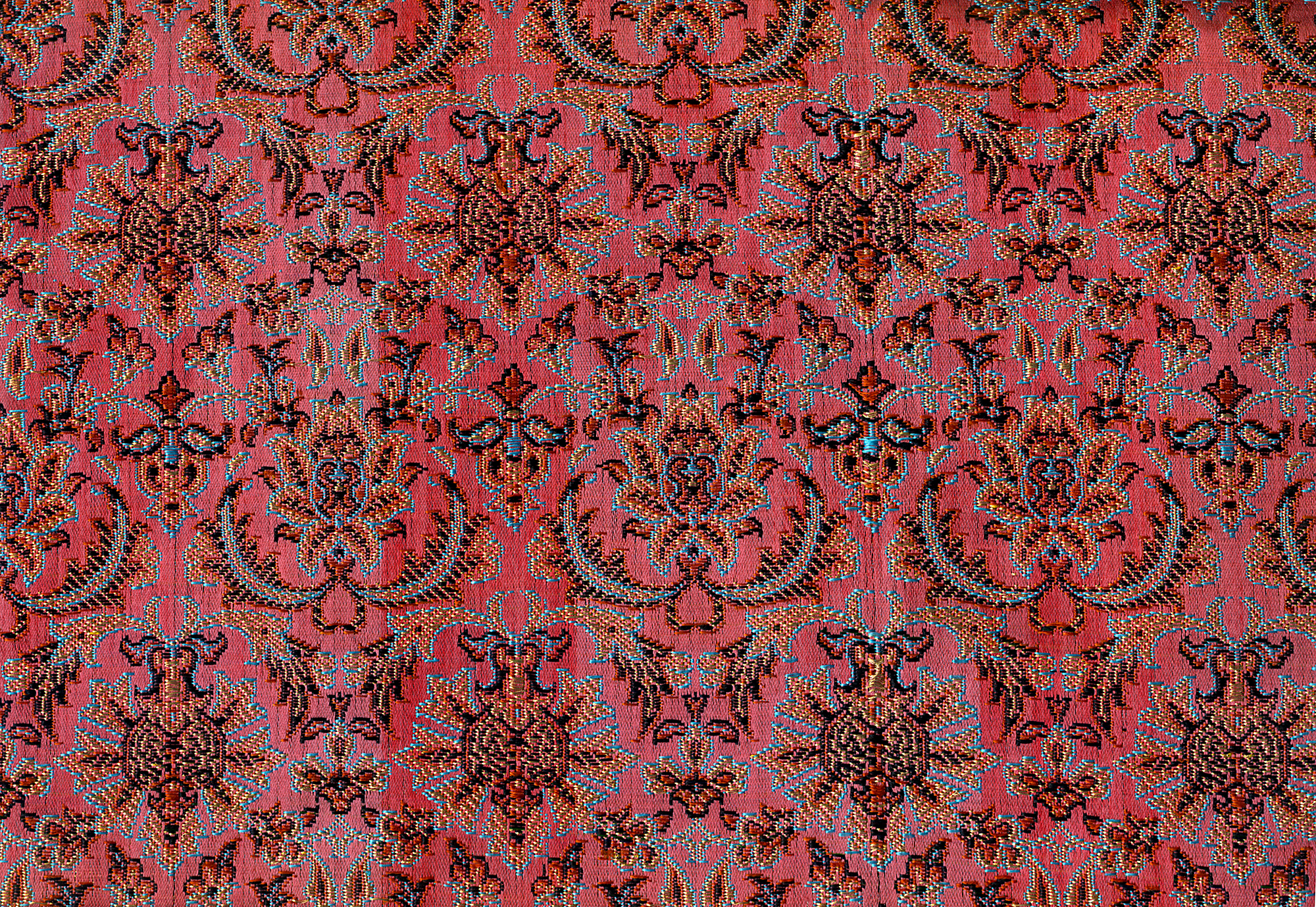
سجادة بتصميم الشاه عباسي

أزهار شاه عباسي هي أزهار زخارف كلف شاه عباس الكبير حاشيته بتصميمها، لتزيين بلاط مساجد أصفهان في الأصل. وبما أن صانعي السجاد يستوحون أفكارهم من محيطهم، فقد وجد التصميم طريقه بسرعة إلى صناعة نسج السجاد في أصفهان. على الرغم من أن الزخارف الزهرية لشاه عباسي نشأت في أصفهان، إلا أن استخدامها اليوم منتشر على نطاق واسع في كل منطقة نسج السجاد في إيران تقريبًا.

## طالع أيضًا
- الترمة